# Heterorepetobasidium ellipsoideum
Heterorepetobasidium ellipsoideum är en svampart som beskrevs av Oberw. & Chee J. Chen 2002. Heterorepetobasidium ellipsoideum ingår i släktet Heterorepetobasidium, ordningen Auriculariales, klassen Agaricomycetes, divisionen basidiesvampar och riket svampar.   Inga underarter finns listade i Catalogue of Life.